# Bellach
Bellach is een gemeente en plaats in het Zwitserse kanton Solothurn en maakt deel uit van het district Lebern.
Bellach telt 5.079 inwoners.